# 何士蘭
何士蘭（1722年5月25日—1779年），臺灣臺北墾戶，籍貫福建漳州，1741年率領漳州移民開發今日臺北市內雙溪、大直、內湖一帶，為漳州人大幅開發台北的主要族群之一。1744年，因七星墩圳開發不利，內渡回中國。1750年代中期，何士蘭再前往台北發展，以從事布匹交易為主，終於致富。

## 生平
何士蘭祖籍福建省漳州府詔安縣四都下西山秀篆橋仔頭。生于康熙壬寅年五月二十五日，於1741年春期渡海來台，居於淡水縣芝蘭一堡，並開墾荒地耕種，於乾隆三十九年（1774年）獻地作為廟地供奉天上聖母，即現在的基隆慶安宮。後於1779年逝世。